# فرودگاه کاوهاوا
فرودگاه کاوهاوا (به انگلیسی: Kauhava Airport) (به زبان بومی: Kauhavan lentoasema) یک فرودگاه نظامی مسافربری با کد یاتا KAU است که یک باند فرود آسفالت دارد و طول باند آن ۲۷۰۰ متر است. این فرودگاه در کشور فنلاند قرار دارد و در ارتفاع ۴۶ متری از سطح دریا واقع شده است.